# I'm Alive (canção de Elhaida Dani)
"I'm Alive" é uma canção da cantora albanesa Elhaida Dani. Esta canção representou a Albânia em Viena, Áustria no Festival Eurovisão da Canção 2015, na 1ª semifinal, no dia 19 de maio de 2015, passando á final de dia 23, alcançando o 17º lugar e 34 pontos. A canção foi escolhida para representar a Albânia depois da desclassificação de "Diell", a canção que tinha sido previamente escolhida para representar o país. A canção e o respetivo videoclipe foram lançados a 15 de março de 2015. A versão albanesa intitulada "Në jetë" foi lançada a 2 de maio do mesmo ano.

## Videoclipes

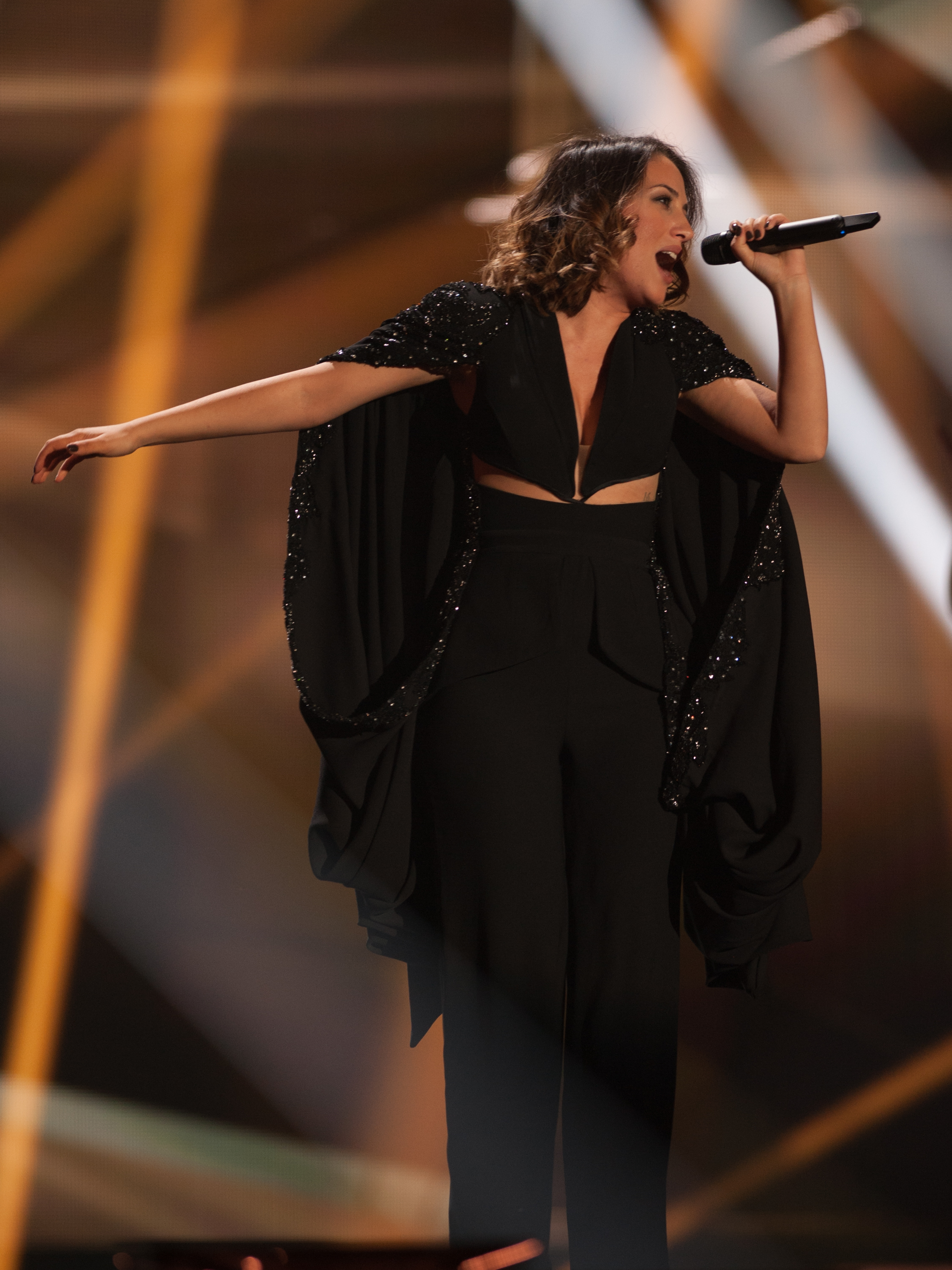
Elhaida Dani no Festival Eurovisão da Canção 2015, representando a Albânia.

### I'm Alive
A canção foi lançada a 15 de março de 2015 pela apresentação do videoclipe oficial da música. Foi gravado na Albânia e na Macedónia. O vídeo se concentra nas mulheres fortes na sociedade albanesa, nomeadamente em profissões altamente dominadas por homens. Além de Dani, que incide sobre uma jornalista, uma médica, uma estudante, oficial do tráfego, uma cozinheira, uma bombeira e uma comissária de bordo onde todos são mulheres. Pouco tempo depois de publicado, teve mais de 1 milhão de visualizações no YouTube, tornou-se a segunda música mais vista no canal do YouTube da Eurovisão com 1,7 milhões de visualizações em apenas um mês.

### Në jetë
O vídeo da música de Në jetë foi lançado a 2 de maio de 2015, quando foi mostrado em Privé em Klan Kosova e no noticiário das 20h do canal estatal albanês RTSH. Foi lançado simultaneamente nos canais oficiais do YouTube do Festival Eurovisão da Canção e Radio Televizioni Shqiptars. A versão albanesa da canção teve algum do mesmo vídeo da música "I'm Alive", mas algumas peças foram gravadas especificamente para a versão albanesa. As cenas com Dani tinham sido gravadas mais uma vez, e uma série de novas secções de mulheres albanesas em várias ocupações tinham sido adicionadas.

## Charts
| País                            | Melhor- posição |
| ------------------------------- | --------------- |
| Albânia (Albanian Music Charts) | 1               |
| Islândia (Tonlist)              | 46              |